# Ish Sodhi
Inderbir Singh „Ish“ Sodhi (* 31. Oktober 1992 in Ludhiana, Indien) ist ein neuseeländischer Cricketspieler der seit 2013 für die neuseeländische Nationalmannschaft spielt.

## Kindheit und Ausbildung
Als Sodhi vier Jahre alt war siedelte seine Familie von Indien nach Auckland um. Er war zunächst Fast Bowler, wechselte jedoch mit 12 Jahren den Stil hin zum Leg Spin. Er besuchte die Papatoetoe High School. Mit dem neuseeländischen Team nahm er am ICC U19-Cricket-Weltmeisterschaft 2012 teil.

## Aktive Karriere
Sein First-Class Debüt gab er in der Saison 2012/13 für die Northern Districts. Nach Einsätzen im neuseeländischen A-Team wurde er für das Nationalteam nominiert. Sein Debüt gab er bei der Tour in Bangladesch im Oktober 2013, als er seinen ersten Test bestritt. In seinem zweiten Spiel erreichte er 3 Wickets für 59 Runs. Bei der Tour in den West Indies im Sommer 2014 konnte er in den Tests 3 Wickets für 42 Runs und 4 Wickets für 96 Runs erreichen. Auch absolvierte er bei der Tour sein erstes Twenty20. Sein erstes ODI folgte im August 2015 bei der Tour in Simbabwe. Im zweiten Spiel der Serie erreichte er 3 Wickets für 38 Runs. Diese Leistungen erbrachten ihm eine Nominierung für den ICC World Twenty20 2016, bei der er gegen Indien 3 Wickets für 18 Runs und gegen Bangladesch 3 Wickets für 21 Runs erreichte. Bei der Tour in Simbabwe im August 2016 erreichte er im zweiten Test nach 4 Wickets für 60 Runs im ersten Innings 3 Wickets für 19 Runs im zweiten.
Im Januar 2017 gelangen ihm in der Twenty20-Serie gegen Bangladesch 3 Wickets für 36 Runs. Bei der Tour gegen England im März 2018 konnte er in der ODI-Serie 3 Wickets für 53 Runs und 4 Wickets für 58 Runs erzielen. Ab dem Jahr 2019 fokussierte er sich auf die kürzeren Formate. Im Januar 2019 konnte er bei der Tour gegen Sri Lanka zwei Mal 3 Wickets in den ODIs (3/55 und 3/40) und ein weiteres Mal im Twenty20 (3/30) erreichen. Daraufhin war er nach der Rangliste des Weltverbandes der beste Bowler im Twenty20-Cricket. Zwar wurde er für den Cricket World Cup 2019 nominiert, spielte dort jedoch nur ein Spiel gegen Australien. Im Januar 2020 erzielte er gegen Indien 3 Wickets für 26 Runs im vierten Twenty20. Bei der Tour in Australien im März 2020 folgten 3 Wickets für 51 Runs. Als Australien im Frühjahr 2021 nach Neuseeland kam gelangen ihm in der Twenty20-Serie ein Mal 4 Wickets (4/28) und zwei Mal 3 Wickets (3/32 und 3/24), wofür er als Spieler der Serie ausgezeichnet wurde. Auf der folgenden Tour gegen Bangladesch erreichte er noch einmal 4 Wickets für 28 Runs. Beim ICC Men’s T20 World Cup 2021 wurde er für 2 Wickets für 17 Runs als Spieler des Spiels gegen Indien ausgezeichnet.
Im Mai 2022 wechselte er im nationalen neuseeländischen Cricket von den Northern Districts zu Canterbury. Kurz darauf erzielte er in den Twenty20s in Irland drei (3/21) und in Schottland vier Wickets (4/28). Seine beste Leistungen beim ICC Men’s T20 World Cup 2022 waren dann jeweils zwei Wickets gegen Sri Lanka (2/21) und Irland (2/31). Daraufhin kam er bei der Tour in Pakistan zurück ins Test-Team. Im ersten Spiel gelang ihm neben 6 Wickets für 86 Runs als Schlagmann ein Fifty über 65 Runs. Im zweiten konnte er dann noch ein Mal drei Wickets (3/88) hinzufügen. Im September erreichte er in England drei Wickets in den Twenty20s. Kurz darauf erzielte er bei der Tour in Bangladesch in der ODI-Serie 6 Wickets für 39 Runs und wurde als Spieler des Spiels ausgezeichnet. Beim Cricket World Cup 2023 hatte er nur einen Einsatz.